# Onboarding
Onboarding (aus dem Amerikanischen onboarding, dieses gekürzt aus taking on board, wörtlich für „das An-Bord-Nehmen“) ist ein Begriff aus dem Personalmanagement. Er bezeichnet das Einstellen (oder die Personalbeschaffung) und die Aufnahme neuer Mitarbeiter durch ein Unternehmen und vor allem alle Maßnahmen, welche die Eingliederung (Integration) fördern. Das Gegenteil ist Offboarding.

## Hintergrund und Ziel
Als Grund für die steigende Bedeutung von Onboardingprozessen wird einerseits ein Fachkräftemangel angeführt, andererseits die relativ hohen direkten und indirekten Kosten, welche die Einstellung neuer Mitarbeiter verursacht.
Nicht zu unterschätzen ist auch die Tatsache, dass der erste Eindruck vom Unternehmen und dessen Kultur über Motivation, Engagement und Grad der Eigeninitiative neuer Mitarbeiter entscheidet. Der Einarbeitungsprozess ist jedoch nicht einseitig, denn auch die Bewerber erfassen sehr schnell ihre Chancen im Unternehmen, bringen optimale Leistung oder machen mehr oder weniger schwerwiegende Fehler.  
Eine zunehmende Rolle spielt auch das sogenannte Preboarding, also die Phase zwischen Vertragsunterzeichnung und dem ersten Arbeitstag. Untersuchungen zeigen, dass bis zu 30 Prozent der Kündigungen bereits in diesem Zeitraum erfolgen. Ein frühzeitig einsetzender Onboarding-Prozess, der persönliche Ansprache, erste Teameinbindung und digitale Informationsangebote umfasst, kann die emotionale Bindung deutlich stärken und vorzeitige Abgänge reduzieren.
Es ist deshalb unerlässlich, die systematische Einarbeitung und die soziale Integration zu professionalisieren. Um dieses Instrument zielgerichtet zu entwickeln, ist es sinnvoll, sich die verschiedenen Phasen eines Onboardingsprozesses zu vergegenwärtigen. Psychologisch betrachtet, gliedert sich dieser Prozess in vier Phasen, die wiederum parallel zur Lernkurve des neuen Mitarbeiters verlaufen. Diese Phasen sind:
- Erwartungen
- Begeisterung
- Ernüchterung/Realitätsschock
- Integration/Onboarding

Entsprechend hierzu die Lernkurve:
- Unwissen
- erstes Verständnis
- Wahrnehmen der Komplexität des Unwissens
- Erarbeitung/Einarbeitung

Das Ziel des Onboardingprozesses soll sein, den Mitarbeiter gezielt in den einzelnen Phasen zu unterstützen. Erste positive Erfahrungen geben die emotionale Unterstützung, um die Möglichkeit zu haben, erste Enttäuschungen zu verarbeiten. Ein erster Schritt hierfür kann die erfolgreiche Identifikation mit der Unternehmenskultur darstellen. In den weiteren Schritten sind dann die Abläufe zu erläutern und die Erwartungen der Vorgesetzten offenzulegen. Weiter sind die Ziele, die das Unternehmen mit der Beschäftigung des Mitarbeiters verfolgt, zu vermitteln und die Integration im sozialen Geflecht des Unternehmens zu unterstützen.

## Gestaltungsmöglichkeiten des Onboardingprozesses
Bereits vor Vertragsabschluss können erste Schritte eingeleitet werden: Eine optimale Personalauswahl ist dabei genauso wichtig wie der frühzeitige Kontakt zum Mitarbeiter und die Vorbereitung des Arbeitsplatzes und der Arbeitsmittel, wie etwa PC, Ausweise, Kunden- und Teaminformationen und so weiter.
Am ersten Arbeitstag ist die Zeit mit der Führungskraft genauso gefragt wie die mit Kollegen und Mitarbeitern. Hilfreich ist hier ein Ablaufplan, der dem Mitarbeiter bereits vorab mitgeteilt wird, um die ersten Wochen auch für den „Neuen“ transparent zu machen und entsprechende Orientierung zu geben.
Entscheidend sind in den ersten Wochen vor allem die Präsenz der Führungskraft und Gespräche, um den Mitarbeiter langfristig in das Unternehmen zu integrieren. Der Einarbeitungsplan ist der offizielle Rahmen des Prozesses und somit zugleich der erste Baustein einer konsequenten Personalentwicklung. Spätestens nach den ersten 2 Monaten sollte dann eine Einführungsveranstaltung folgen. Diese hat zum Ziel, allgemeine Informationen zum Unternehmen zu vermitteln und die Unternehmenskultur erlebbar zu machen. Zudem bietet sich hier die Gelegenheit für alle neuen Mitarbeiter, ein abteilungsübergreifendes Netzwerk aufzubauen, um sich wechselseitig zu unterstützen und Sicherheit zu geben.
Über den gesamten Zeitraum soll der Prozess von hoher Kommunikationsbereitschaft der Führung und des Teams und regelmäßigem Feedback gekennzeichnet sein. Nützlich sind darüber hinaus das Monitoring durch Fragebögen sowie ergänzende Gespräche mit der Personalabteilung. Das Ziel dieser Feedbacks ist, für beide Seiten eine Entscheidung über das dauerhafte Verbleiben im Unternehmen zu treffen und den bisherigen Prozess zu beurteilen. Das heißt, welche Teile der Einarbeitung wurden erfolgreich vollzogen, welche Inhalte stehen noch aus und welche Ziele können jetzt schon definiert werden? So geht der Mitarbeiter langsam in den Prozess der „normalen“ Personalentwicklung über, welcher sich in den jährlichen Mitarbeitergesprächen fortsetzt.

## Einzelbelege
1. ↑  Onboarding – Duden; abgerufen am 13. Februar 2016
2. ↑  Marlow D. Guttmann: Die „Probezeit-Falle“ – Preboarding als Bindungsstrategie vor dem ersten Arbeitstag. In: Deutsche Gesellschaft für Personalführung e.V. (Hrsg.): Personalführung. Nr. 6. DGFP, 2025, S. 50–55.